# 科爾·豪瑟
柯爾·肯尼斯·豪瑟（英語：Cole Kenneth Hauser, 1975年3月22日—），美國男演員。知名於1996年出演警察電視劇《高度警戒110》，2018年起參演新西部電視劇《黃石》；電影作品如《校園風雲》（1992年）、《年少輕狂》（1993年）、《心灵捕手》（1997年）、《猛虎島》（2000年）、《哈特戰爭》（2002年）、《星際傳奇》（2000年）及《速度与激情2》（2003年）。2000年憑藉《猛虎島》的演出入圍獨立精神獎最佳男配角。

## 個人生活
豪瑟的妻子是前女演員兼攝影師辛西亞·丹尼爾，夫妻倆育有兩子一女。

## 外部連結
- 科爾·豪瑟在互联网电影资料库（IMDb）上的資料（英文）